# Пашаи, Мортеза
Мортеза Пашаи (11 августа 1984 — 14 ноября 2014) — иранский музыкант, композитор и поп-певец.
Пашаи родился и вырос в Тегеране, с детства интересовался музыкой, в подростковом возрасте начал играть на гитаре. В 2013 году у него был диагностирован рак желудка, и 3 ноября 2014 года он был госпитализирован в тегеранскую больницу Бахман. Для лечения рака была проведена химиотерапия, но попытка замедлить развитие болезни не удалась. Его здоровье ухудшилось. Он умер 14 ноября 2014 года в возрасте 30 лет.

## Биография
Мортеза Пашаи родился 11 августа 1984 года в Тегеране, в районе Содегийе. Он интересовался музыкой с детства и начал играть на гитаре в 14 лет. Помимо гитары, он также играл на фортепиано. Он изучал графический дизайн в Исламском университете Азад и окончил его в 2009 году.
Пашаи начал свою профессиональную музыкальную карьеру в 2009 году, размещая свои песни в Интернете, в частности на YouTube. Как артист он был известен своим новаторским подходом. Наиболее известен его трек Yeki Hast (2012).
Несмотря на внезапное обретение популярности, Мортеза был известен своей практичностью и всегда проявлял любовь и признательность по отношению к своим многочисленным поклонникам. Его поклонники и слушатели дали ему прозвище «Император», и многим иранцам по всему миру он запомнился как Император поп-музыки Ирана.

### Болезнь и смерть
В конце сентября 2013 года в СМИ появилась информация, что у Пашаи диагностирован рак желудка. Его родственники опровергли эту новость, но его официальный сайт объявил, что запланированные им концерты были отменены из-за болезни Мортезы. Через месяц он появился на телешоу и рассказал о своей болезни. Перед тем, как объявить об этой новости, он перенёс серьёзную операцию.
3 ноября 2014 года Пашаи был переведён в больницу Бахмана и госпитализирован в отделение интенсивной терапии. Его врач заявил, что до последних минут жизни Мортеза всё ещё питал надежду, и он с нетерпением ждал выступления на своем первом канадском концерте в Торонто, назначенном на 29 ноября 2014 года. Он должен был стать началом его канадского, а затем и мирового турне. Его друг и коллега-певец Фарзад Фарзин согласился дать концерт вместо него и исполнить все песни Мортеза в его честь. После смерти Пашаи на его имя пришло благодарственное письмо от министра по делам гражданства и иммиграции Канады. В письме были отмечены усилия Пашаи по продвижению иранской культуры в Канаде, а также его уникальные таланты, которые принесли ему авторитет на родине. Несмотря на свою болезнь, он также заботился и о других: он поучаствовал в Ice Bucket Challenge и сделал пожертвование в связи с этим, при этом агитировал своих поклонников и других певцов, чтобы они тоже приняли участие.
Он скончался 14 ноября 2014 года в возрасте 30 лет. Его похороны состоялись 16 ноября в Вахдат-холле, он был похоронен на кладбище Бехеште-Захра. Церемония прошла в ночное время. Тысячи его поклонников пришли на его похороны и пели его песни.